# Hryhorij Tereszczuk
Hryhorij Wasylowycz Tereszczuk (ukr. Григорій Васильович Терещук, ur. 1 października 1954 w Wybudówie) – ukraiński nauczyciel, doktor nauk pedagogicznych (1995), profesor (1996), członek korespondent NAPN Ukrainy (2003).
Kawaler Orderu "Za zasługi" III stopnia (2021), Zasłużony pracownik Oświaty Ukrainy (2015), odznaki "Piotr Mogiła" i "wyróżnik Oświaty Ukrainy"

## Życiorys
Absolwent Instytutu Pedagogicznego w Tarnopolu (1976). Pracował jako nauczyciel w Skałacie w rejonie podwłoczyskim. Od 1978 pracuje w Instytucie Pedagogicznym w Tarnopolu (obecnie Narodowy Uniwersytet Pedagogiczny im. Wołodymyra Hnatiuka w Tarnopolu): kierownik szkolenia zawodowego, kierownik warsztatów dydaktycznych, starszy wykładowca, adiunkt na katedrze doskonałości pedagogicznej (1978-1995), prorektor ds. pracy naukowej (1995-2006), od 1998 kierownik Katedry szkolenia zawodowego, od 2006 pierwszy prorektor.
Członek redakcji ogólnoukraińskiego czasopisma "szkolenie zawodowe w instytucjach edukacyjnych" i innych publikacji.
Redaktor naczelny publikacji "Zapiski Naukowe Uniwersytetu Pedagogicznego w Tarnopolu. Seria: Pedagogika".

## Praca
Autor ponad 80 prac naukowych i naukowo-metodycznych, w tym 3 monografii, 8 podręczników.

## Źródła
- Б. Петраш, Г. Яворський: Терещук Григорій Васильович. W: Тернопільський енциклопедичний словник. редкол.: Г. Яворський та ін.. T. 3: П—Я. Тернопіль : Видавничо-поліграфічний комбінат «Збруч», 2008, s. 414. ISBN 978-966-528-279-2. (ukr.)
- Терещук Григорій Васильович // ТНПУ ім. В. Гнатюка.